# Pierre d'Aigueblanche
Pierre d'Aigueblanche (de Aquablanca), mort le 27 novembre 1268, est un évêque médiéval Hereford, sous le nom de Pierre III. 

## Biographie

### Origines savoyardes

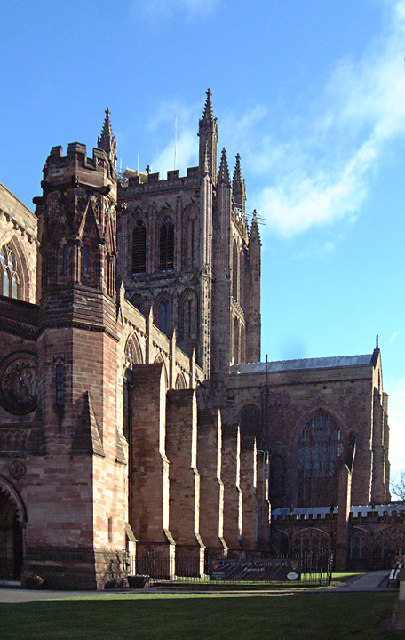
Cathédrale d'Hereford

Fils de Gérard d’Aigueblanche († vers 1260), il est issu d'une veille famille de noble savoyard, branche cadette des Briançons, seigneur d'Aigueblanche et proche du comte de Savoie. Il est arrivé en Angleterre en 1236 comme intendant de Guillaume de Savoie, évêque de Valence.
Noble savoyard, il fait partie du cortège, aux côtés de son père Gérard d'Aigueblanche, de trois cents cavaliers savoyards et provençaux, qui escortent, en 1236, Éléonore de Provence, qui doit épouser Henri III d'Angleterre. Éléonore est la nièce de Guillaume de Savoie, évêque de Valence.

### Épiscopat en Angleterre
Il entre au service du roi et devient évêque en 1240. Il sert ensuite le roi pendant plusieurs années en tant que diplomate, et négocie notamment le mariage du prince Édouard avec Éléonore, demi-sœur Alphonse X de Castille. Pierre est également impliqué dans les tentatives du roi Henri d'acquérir le royaume de Sicile. En outre les efforts de Pierre d'Aigueblanche pour amasser des fonds afin d'atteindre cet objectif fut condamnée par le clergé et les barons anglais. Quand les barons commencèrent à se révolter contre le roi Henri au début des années 1260, Pierre fut attaqué dans son diocèse d'Héreford et fait prisonnier en 1264. Il est rétabli dans la plupart de ses domaines après la bataille d'Evesham. Entre-temps, il fonde en 1258 la collégiale Sainte-Catherine d’Aiguebelle où il fut inhumé en 1269.
Henri III, en prise avec les barons anglais, pris rapidement Pierre et Boniface de Savoie, oncle de la reine, ainsi que le jeunes clerc Pierre d'Aigueblanche, comme conseillers. Pierre fut alors chargé de parfaire l'éducation de la reine Éléonore. Le 2 août 1240, le roi le nomme archidiacre du Comté de Shropshire mais fut élu évêque de Hereford le 24 août suivant. Consacré le 23 décembre en la Cathédrale Saint-Paul de Londres par Walter de Gray, Archevêque d'York. Pierre est intronisé évêque d'Hereford peu après noël alors qu'Henri tente de le faire élire à l'évêché de Durham plus riches, qu'il n'obtiendra pas.
Sancie de Provence, fille du comte de Provence Raimond Bérenger IV de Provence et de Béatrice de Savoie, et sœur d'Éléonore, femme du roi Henri III d'Angleterre, est promise à Richard de Cornouailles, frère de Henri,. L'évêque d'Hereford, Pierre d'Aigueblanche, accompagné de Pierre de Savoie, oncle des filles du comte de Provence, sont chargés de représenter le frère du roi, pour qui c'est le second mariage,. L'acte est signé le 17 juillet 1242 à Tarascon,. Le mariage se déroule en 1243.
Pierre d'Aigueblanche meurt le 27 novembre 1268.